# Domitia cervina
Domitia cervina là một loài bọ cánh cứng trong họ Cerambycidae.